# Osebno ime (faraon)
Osebno ali rojstno ime (nomen) je bilo eno od petih velikih imen staroegipčanskih faraonov. Uvedel ga je kralj Džedefre, tretji vladar iz Četrte dinastije, kot dodatek k  tradicionalnemu priimku  nswt-bity. Ime se je kasneje ločilo od priimka   in postal samostojno kraljevo ime.

## Videz
Naziv Sa-Rê, sin Raja, se je pisal z znakoma za sončni disk in gosjo pod njim. Na začetku sta bila oba znaka napisana za kartušo s kraljevim imenom, kar se je bralo »kralj Spodnjega in Gornjega Egipta, kralj XXX, sin Raja«. Kasneje sta se znaka pisala pred kartušo, kar se je bralo »sin Raja, kralj XXX«. Hieroglifi, ki so pomenili kraljevo osebno  ime, so se pisali v kartuši.

## Simbolika
Med vladavino kralja Džedefreja iz Četrte dinastije je kult sončnega boga Raja desegel nov višek. Egipčanski kralji so začeli verjeti, da so sinovi Raja, ki je takat postal najvišji od vseh egipčanskih bogov. Kasneje se je verovanje spremenilo in Raja so poistovetili z bogom Amonom.

## Uvedba in zgodovina
Najstarejša znana raba naziva Sa-Rê  (sin Raja) je iz obdobja kralja Džedefreja, tretjega iz Četrte egipčanske dinastije, in njegovega naslednika Kufuja. Najstarejši sledovi kulta sonca v Starem Egiptu, takrat osredotočeni na sonce kot nebesno telo, so se pojavili v Drugi dinastiji (okoli 2890 — okoli 2686  pr. n. št.), morda pod njenim drugim vladarjem Nebro. Nebra je bil prvi kralj, ki je kot del svojega Horovega imena uporabljal simbol sonca.  Vzpon kulta sončnega boga se je prvič manifestiral pod kraljem Peribsenom sredi Druge dinastije. Slednji je sončni disk postavil nad podobo boga Seta. Pod kraljem Džoserjem, ustanoviteljem Tretje dinastije, so se pojavila tudi prva osebna imena princev in visokih uradnikov, povezana z Rajem.
Razvoj kulta sonca je dosegel nov višek, ko je Džedefre postavil boga Raja nad vse druge bogove in začel nase gledati kot na Rajevega sina. V tem času je naziv Rajev sin kljub temu ostal samo dodatek k nazivu nswt-bity, ki je pomenil »on od trstičja in čebele« in »kralj Gornjega in Spodnjega Egipta« in je bil tradicionalen uvod v vladarjevo ime. V tem zgodnjem obdobju egipčanske zgodovine sta bila osebno ime in priimek zelo verjetno eno samo ime. Od poznega Srednjega kraljestva dalje (okoli 2055-1650 pr. n. št.) sta se Sa-Rê in naziv  niswt-bity začela pisati pred kartušo s kraljevim imenom. V vmesnem času je  kralj Neferirkare Kakai, tretji vladar Pete dinastije (okoli 2490 - 2345 pr. n. št.), prvi ločil naziva nswt-bity in Sa-Rê in ju spremenil različni in neodvisni imeni, ki se zdaj imenujeta priimek(prenomen) in osebno ime (nomen). Sa-Rê je postal novo »veliko ime egipčanskih kraljev«.
Po Srednjem kraljestvu so faraoni osebno ime in priimek pogosto pisali v ločenih kartušah, kar je med egiptologi povzročilo nekaj zmede. Vzrok za zmedo so bile razlike med kraljevimi imeni, ki jih je v 3. stoletju pr. n. št. zapisal Maneto v svoji Zgodovini Egipta (Aegyptiaca), in imeni kraljev v starih egipčanskih seznamih, na primer v Abidoškem, Sakarskem in Torinskem seznamu kraljev iz ramzeškega obdobja (okoli 1292 — 1189 pr. n. št.).  Medtem ko je Maneto zapisal helenizirane različice imen kraljev, so v ramzeških seznamih samo priimki, zato je bilo težko ugotoviti, katero osebno ime spada s kateremu priimku. Razen tega so številni vladarji v kasnejših obdobjih v napisih pisali ali kartušno različico svojega imena ali priimek. Zanesljivo povezavo obeh imen s katerim koli kraljem so omogočali samo napisi, na katerih sta bili obe imeni napisani skupaj.